# 杜紹祁
杜紹祁（？—1829年），字少京，江蘇無錫縣人，清朝官員。

## 生平
杜紹祁为嘉庆二十五年（1820年）庚辰科進士。道光初年署任凤山县知县。道光四年（1824年）升台防同知。道光七年（1827年）任淡水撫民同知。道光九年（1829年）卒於任。